# 立川市立立川第一中学校
立川市立立川第一中学校（たちかわしりつ たちかわだいいちちゅうがっこう）は、東京都立川市柴崎町1-3-4に位置する公立中学校。

## 教育目標
教育目標
・知性
・敬愛
・勤労
目指す学校像
・伝統と創造を重んじ学ぶ喜びをもてる学校像
・自分の可能性を引き出せる学校
・地域、保護者の力を学校経営に生かし、地域と共にある学校
実現したい生徒像
- ３つの顔（笑顔、真剣な顔、誇らしい顔）。これは、2016年当時の校長が行事のたびに口にしていた大切な教育目標であるのだ。特に、この年に行われた創立70周年記念式典では、改めてこの３つの顔の話がされ、生徒に当時の生徒に対して様々な影響を及ぼした。さらに、この行事は当時の校長には特に大切にされていたようで、毎週行われる全校朝礼での校長の話しでは、毎回のようにされていた行事である。

## 制服
夏服
男子の場合白Yシャツ、女子の場合ベストまで着用。ズボン・スカートは夏用のものを用いる。男女ともに、Yシャツの第一ボタンは開けてもいいことになっている。
令和5年度からは、男女共同の、ネイビーブルー色のポロシャツが、販売を開始した。

### 冬服
男女ともブレザーを着用。男子の場合、白Yシャツの上に羽織り、ネクタイを着用する。女子の場合は白Yシャツの上に着たベストの上に羽織り、リボンを着用する。防寒着として、ブレザーの下にセーター・ベストの着用、登下校時にオーバー・コートの着用が許可されている。ズボン、スカートは冬用のものを用いる。

## 給食
ランチボックス導入以前は、弁当を持参していたが、2002年以降は、アレルギー対応により、アレルギー食を抜いた弁当が提供されていた。しかし、生徒・教職員からは、味が悪い、見た目が悪いなど、あまり良い評価は得られていなかった。そして、立川市教育委員会のもとにより、令和5年7月12日より、立川市学校給食共同東調理場「みんなのくるりんキッチン」の開所により、21年にわたる、ランチボックス給食の歴史に、幕を閉じた。
夏休み期間中には、予約機の撤去、並びに、新しい食缶給食の運ぶ準備が行われた。

## 主な行事
※令和6年度。
4月
入学式
5月
開校記念日
音楽鑑賞教室
3年修学旅行※年度によって変わることがある。
6月
体育大会※年度によって変わることがある。
定期考査Ⅰ
7月
2年鎌倉校外学習
10月
生徒総会
2年職場体験
11月
合唱コンクール
定期考査Ⅲ
1月
スキー教室（第1学年）
2月　定期考査Ⅳ
3月
卒業式

## 沿革
■沿革
| 昭 和      |                                                                                    |
| 22. 4. 1   | 学制実施により立川市立立川第一中学校を設立(仮校舎都立第二高等学校・分校柴崎小学校) |
| 22. 4.19   | 東京都立第五高女教諭 伊東藤治 初代校長に着任                                       |
| 22. 5. 5   | 開校式、並びに入学式                                                               |
| 23. 4. 1   | 立川市錦町至誠学舎内に第二分校を設置                                               |
| 24. 3.20   | 立川市柴崎町1の262(地番改正により1-3-4)に校舎新築移転                              |
| 26. 4. 1   | 立川市立第三中学校が新設され、本校より生徒426名転校分校解消                        |
| 27. 5.16   | 学芸大学助教授 高木武夫 二代校長に着任                                             |
| 28.12.24   | 東京都立日本橋高等学校教諭 坪田国男 三代校長に着任                                 |
| 30. 4.20   | プール竣工                                                                         |
| 32. 4.20   | 開校10周年記念図書館落成                                                           |
| 33. 2. 2   | 屋内運動場兼講堂落成                                                               |
| 34. 4. 1   | 立川市立立川第二中学校長 小林仁蔵 四代校長に着任                                   |
| 38. 2.28   | 防音鉄筋コンクリート校舎落成                                                       |
| 40. 4. 1   | 立川市立立川第三中学校長 上田耕一 五代校長に着任                                   |
| 42. 5. 2   | 開校20周年記念式典挙行                                                             |
| 43. 4. 1   | 立川市立立川第五中学校長 大高正夫 六代校長に着任                                   |
| 47. 4. 1   | 小平市立小平第四中学校長 保坂芳春 七代校長に着任                                   |
| 52.11. 1   | 開校30周年記念式典挙行                                                             |
| 53. 4. 1   | 武蔵村山市立武蔵村山第一中学校長 飯干陽 八代校長に着任                             |
| 53. 4. 1   | 立川市立立川第八中学校新設され、本校より185名転校                                  |
| 53. 4. 1   | 特別支援学級開設                                                                   |
| 53.12. 1   | 集中暖房工事完了                                                                   |
| 54. 3.26   | 体育館落成                                                                         |
| 58. 4. 1   | 東村山市立東村山第二中学校長 関幸助 九代校長に着任                                 |
| 60. 4. 1   | 三鷹市立第三中学校長教頭 下川信男 十代校長に着任                                   |
| 62.10.24   | 開校40周年記念式典挙行                                                             |
| 63. 4. 1   | 立川市立立川第三中学校長 川村啓介 十一代校長に着任                                 |
| 63.10.28   | 学校教育における国際理解教育のあり方研究発表英語教育を中心として                   |
|            |                                                                                    |
| 平 成      |                                                                                    |
| 3. 4. 1    | 立川市立立川第六中学校長 駒井逸郎 十二代校長に着任                                 |
|            |                                                                                    |
| 6. 3. 1    | コンピュータ教室設置工事完了                                                       |
| 6. 4. 1    | 立川市立立川第五中学校長 遠藤純夫 十三代校長に着任                                 |
| 7.11.21    | 東京都「個性が生きる学校づくり」研究校発表                                         |
| 8～ 9      | 立川市健康づくりモデル校                                                           |
| 9～10      | 文部省「科学技術・理科教育推進事業」研究校                                         |
| 9. 6. 7    | 開校50周年記念式典挙行                                                             |
| 10. 8.28   | 校庭改修工事完了                                                                   |
| 11.11.11   | 文部省「豊かな心を育む教育推進事業」実践研究協力校、                               |
| 11.11.11   | 立川市教育委員会教育課題研究校発表                                                 |
| 12. 4. 1   | 立川市立立川第二中学校長 高橋宗司 十四代校長に着任                                 |
| 12.11. 7   | 立川市教育委員会教育課題研究校「総合的な学習の時間」                               |
| 12.11. 7   | 実践発表                                                                           |
| 14. 1.24   | 東京都委員会・職員表彰(団体、道徳部門)受賞                                         |
| 14.10.18   | 「弁当併用外注給食」開始                                                           |
| 15. 2. 7   | 立川市教育委員会研究奨励校研究発表                                                 |
| 15. 4. 1   | 学校二期制開始                                                                     |
| 15.7～10   | 体育館耐震補強工事                                                                 |
| 16～17     | 文部科学省「小中連携教育実践研究事業」協力校、                                     |
| 16～17     | 立川市「学力向上推進校」                                                           |
| 17. 4. 1   | 東京都教職員研修センター研究部研究課長 小谷野茂美                                  |
| 17. 4. 1   | 十五代校長に着任                                                                   |
| 17.11. 2   | 平成16,17年度立川市教育委員会学力向上推進校                                        |
| 17.11. 2   | 「基礎・基本の定着と学習力の育成を目指して」研究発表                               |
| 18. 4. 1   | 平成18年度立川市教育委員会学力向上推進校研究協力校指定                             |
| 18.11. 3   | 開校60周年記念式典挙行                                                             |
| 19. 4. 1   | 福生市教育委員会指導室長 嶋﨑政男 十六代校長に着任                                 |
| 20. 1.19   | 立川市教育委員会「小・中連携教育活動推進校」研究発表                               |
| 20. 2.13   | 平成18・19年度立川市教育委員会学力向上推進校                                       |
| 20. 2.13   | 「確かな学力の定着を目指して」研究発表                                             |
| 23. 1.18   | 立川市教育委員会「家庭学習を含めた学習習慣の確立と基礎                             |
| 23. 1.18   | 学力の定着」研究発表                                                               |
| 23. 8      | 普通教室に空調設備設置                                                             |
| 24. 4.1    | 立川市立立川第五中学校長 國島健二 十七代校長に着任                                 |
| 24～25     | 立川市教育委員会研究協力校・学力向上推進研究校に指定                               |
| 26.1.28    | 立川市教育委員会研究協力校・学力向上推進研究校                                     |
| 26.1.28    | 「確かな学力を育む学習指導の在り方」研究発表                                       |
| 25～26     | 東京都学力向上パートナーシップ事業調査研究校に指定                                 |
| 26～28     | 立川市教育力向上推進モデル校（小中連携教育）に指定                                 |
| 27.1.27    | 立川市教育委員会・学力向上事業成果報告会                                           |
| 27.1.29    | 東京都学力向上パートナーシップ事業調査研究校 研究協議会                            |
| 27. 8      | 普通教室に空調設備増設                                                             |
| 27.11      | ＩＣＴ教育用タブレット端末導入（生徒用・教員用）                                   |
| 27.12      | 「学習・生活診断カルテ」を活用した全校三者面談開始                                 |
| 28.2.16    | 立川市教育力向上推進モデル校（小中連携教育）中間報告会開催                         |
| 27.?       | 陸上部の生徒がジュニアオリンピックで東京都選抜4×100mリレーに選抜され出場。         |
| 28.?       | 2017年陸上部の生徒が全日本中学陸上競技大会に出場。                                 |
| 29.?       | 陸上部の生徒が全日本中学陸上競技大会に出場。                                       |
| 28. 4      | 「学校支援地域本部事業」によるコーディネーター配置                                 |
| 28～30     | 立川市ＩＣＴ教育推進研究校に指定                                                   |
| 28.11.5    | 開校70周年記念式典挙行                                                             |
| 29. 2.3    | 立川市教育力向上推進モデル校（小中連携教育）研究発表                               |
| 29. 4.1    | 立川市立立川第四中学校副校長 唐亀康司 十八代校長に着任                             |
| 29.7～30.2 | 体育館・プール中規模改修工事                                                       |
| 31. 1.16   | 地域学校協働本部によるパワーアップタイム学習教室）開始                             |
| 31. 1.25   | 立川市ＩＣＴ教育推進研究校 研究発表                                                |
| 1. 4. 1    | 立川市コミュニティ・スクールに指定                                                 |
|            |                                                                                    |
| 令 和      |                                                                                    |
| 元. 6.1    | 立川市学校運営協議会設置                                                           |
| 元.7～     | トイレ改修・特別教室空調設備設置工事                                               |
| 2.3        | 体育館空調設備設置工事                                                             |
| 2. 4. 1    | 立川市立立川第三中学校校長 山口真一 十九代校長に着任                               |
| 3. 4. 1    | 特別支援教室プラス開校                                                             |
| 4. 4. 1    | 立川市立立川第二中学校校長 飯田芳男 二十代校長に着任                               |
| 4. 9. 1    | 校庭土改良終了                                                                     |
| 5. 3.31    | 花壇整備完了                                                                       |
| 5.7.24     | 「弁当併用外注給食」終了                                                           |
| 5.9.1      | 弁当併用外注給食に変わり「食缶給食」開始                                           |

## 部活動
運動部が9部、文化部3部の計12部で活動している
- 野球部(2022年以降、部員数減少に伴い廃部になり、2025年現在は、ベンチが残るのみである。)
- サッカー部
- ソフトテニス部
- バレー部
- 男子バスケットボール部
- 女子バスケットボール部
- バドミントン部
- 卓球部
- 陸上部
- 吹奏楽部
- 美術部
- 技術部

### 著名な出身者
- 千代桜右京（元大相撲力士）
- 水谷豊（俳優）
- たまのいらきあ（漫画家）
- 竹内泉（元俳優)
- 中島 佑気ジョセフ（陸上選手）